# Hannibal (film)
Hannibal è un film del 2001 diretto da Ridley Scott, appartenente alla saga de Il silenzio degli innocenti, tratta dai romanzi di Thomas Harris.

## Trama
Sono passati dieci anni da quando l'agente speciale dell'FBI Clarice Starling ha trovato e ucciso "Buffalo Bill" e da quando il temibile cannibale Hannibal Lecter è fuggito dalla prigione di Memphis in cui era stato temporaneamente trasferito. Clarice si trova in difficoltà a causa di un'operazione antidroga finita in tragedia, durante la quale la pericolosa criminale a capo dell'organizzazione, la cui cattura è lo scopo dell'operazione e che teneva in braccio il suo neonato, finisce uccisa da Clarice che risponde al fuoco dopo che la donna le aveva sparato con una pistola. Nonostante la legittima difesa, scaturisce uno scandalo mediatico e Paul Krendler, suo superiore, le offre di indagare su Hannibal per riscattarsi.
Dietro questa offerta, in verità, si cela Mason Verger, un miliardario con un passato da violentatore di bambini nonché unica vittima superstite di Lecter: anni addietro, era rimasto invalido e orribilmente sfigurato in seguito a un sadico gioco a base di droga in cui Hannibal aveva invitato Mason a scarnificarsi la faccia e a darla in pasto ai cani. Verger offre una taglia di tre milioni di dollari a chi fornisca informazioni utili alla cattura di Lecter e incarica una banda di criminali sardi, specialisti nei sequestri di persona, che allevano maiali selvatici e li inferociscono allo scopo di far loro fagocitare qualsiasi cosa (persino cadaveri da far svanire nel nulla), affinché si tenga pronta nel caso in cui Lecter venga identificato da Clarice.
Hannibal, nel frattempo, vive a Firenze sotto il falso nome di Fell e sta per essere nominato curatore della Biblioteca Capponi; quando apprende della sospensione di Clarice, le invia un'accorata lettera di sostegno. L'FBI analizza a dovere la missiva ricavandone indizi su una crema per la pelle venduta in pochi negozi al mondo, tra cui proprio nel capoluogo toscano. Qui l'ispettore Rinaldo Pazzi (discendente di Francesco de' Pazzi), mentre sta indagando sulla misteriosa scomparsa del predecessore di Fell, nota che l'FBI ha richiesto al suo comando di polizia alcune videoregistrazioni fatte in negozi di profumi e prodotti per la pelle; adocchiando nelle riprese pure lo stesso Hannibal, si introduce nel sito del Bureau e, alla sezione dei latitanti più ricercati, trova la foto del temibile criminologo. Un po' per bisogno e un po' per avidità, l'ispettore si documenta allora su eventuali ricompense per la cattura di Lecter, trova l'offerta di Verger e ne contatta gli emissari per riscuotere la cospicua taglia. Gli viene chiesta un'impronta digitale del cannibale come prova della sua ubicazione a Firenze, così Pazzi assolda un giovane ladruncolo di sua conoscenza affinché tenti di borseggiare Hannibal in modo che egli lo respinga lasciando qualche traccia sul ragazzo, e ciò avviene anche se la missione costa la vita al manigoldo, che Hannibal accoltella prontamente nei pressi della fontana del Porcellino. Clarice, rintracciata l'intrusione di Pazzi nel sito dell'FBI, tenta invano di metterlo in guardia.
Nel giorno in cui Pazzi pianifica la cattura avvalendosi dell'aiuto dei sardi al servizio di Verger, Lecter lo precede, lo narcotizza, lo incappia e, aiutandosi con un baldacchino da pacchi, lo getta da un balconcino di Palazzo Vecchio che dà su piazza della Signoria, dopo avergli squarciato il ventre affinché con il contraccolpo secco della corda l'ispettore si sbudelli come Giuda e il suo celebre antenato Francesco cinquecento anni prima.
Tornato negli Stati Uniti d'America, Hannibal contatta poi Clarice Starling e, mentre colloquia con lei telefonicamente alla stazione ferroviaria, viene sequestrato dagli sgherri di Verger che lo conducono nella sua residenza con l'intento di farlo sbranare dai maiali selvatici dei sardi. Pur essendo stata nel frattempo sospesa dal servizio a causa di falsi sospetti costruiti ad arte da Krendler, dietro un compenso in denaro di Verger che voleva metterla fuori combattimento, Clarice giunge in tempo per liberare Lecter in un conflitto a fuoco con gli uomini del miliardario, nel corso del quale viene ferita alla spalla da una pallottola, ma riesce a mettere fuori combattimento e far sbranare dai maiali gli sgherri di Verger. Quest'ultimo, su invito di Hannibal, viene tradito dal suo medico personale, il dott. Cordell, e gettato tra i suini destinati a Lecter venendo anche lui divorato.
Clarice, svenuta, viene condotta nella casa di campagna di Krendler, dove il dottore estrae la pallottola e le sutura la ferita. Hannibal, dopo aver sequestrato e drogato lo stesso Krendler, gli apre chirurgicamente la scatola cranica e preleva, lobotomizzandolo, un pezzo di cervello che gli serve da mangiare dopo averlo cotto davanti a lui. Starling, anch'ella stordita, assiste al macabro convitto, tentando invano di arrestare Hannibal. Alla fine Clarice riesce ad ammanettarlo al suo polso e, pur di liberarsi senza farle del male, Lecter preferisce amputarsi una mano riuscendo così a dileguarsi prima dell'arrivo delle autorità chiamate dalla donna.
In fuga per via aerea, Hannibal fa la conoscenza di un bambino che si è rifiutato di mangiare il cibo datogli in aereo e che, affamato, resta incuriosito nel vedere il pezzo di cervello cotto in precedenza e che Lecter aveva conservato. Il perfido criminologo imbocca il bambino con l'inganno e conclude dicendo che «bisogna sempre provare cose nuove».

## Produzione

### Cast
Gary Oldman non è accreditato nei titoli di testa.

### Edizione italiana
Nella prima edizione italiana, a cura della SEFIT-CDC, tutti gli attori italiani danno la voce a se stessi nella lingua madre sotto la direzione di Marco Mete, tuttavia, in un successivo ridoppiaggio effettuato nel 2017 sotto la direzione di Stefanella Marrama per conto della E.T.S. (European Television Service), le voci di Francesca Neri e Ivano Marescotti sono stati interpretate rispettivamente da Chiara Gioncardi e Pierluigi Astore. Ennio Coltorti, che mantiene la propria voce in entrambe le versioni, doppia anche Harvey Keitel nel prequel Red Dragon.

## Accoglienza

### Incassi
Dino De Laurentiis e suo nipote Aurelio De Laurentiis hanno messo a disposizione per questo film un budget di 87 milioni di dollari, ricavando 351692268 $.

### Critica
Il film ha ricevuto recensioni miste dalla critica. Il sito aggregatore di recensioni Rotten Tomatoes riporta che il 39% delle 171 recensioni professionali ha dato un giudizio positivo, con una valutazione media di 5,1 su 10; il consenso critico del sito recita: «Sebbene recitato in modo superbo e girato con stile, Hannibal non presenta l'interazione tra i due protagonisti che aveva reso il primo film così avvincente.» Su Metacritic il film detiene un punteggio del 57 su 100, basato sul parere di 36 critici.
La rivista Time ha scritto: «Un banchetto di incidenti raccapriccianti, sanguinosi o grotteschi è in mostra in Hannibal. Ma questo seguito superiore ha del romanticismo nel suo cuore nero». Empire ha dato al film due stelle su cinque, definendolo «ridicolo e noioso». David Thomson, scrivendo sulla rivista Sight & Sound del British Film Institute, ha elogiato il film: «Funziona. È intelligente, bello, sensuale, divertente [...] sporco, cattivo e consapevole.» Thomson chiarisce, tuttavia, che è un grande ammiratore del lavoro del regista Ridley Scott, aggiungendo: «Hannibal Lecter è diventato uno scherzo familiare, al punto che non può più risultare spaventoso. Sembra chiaro che Anthony Hopkins e Scott lo abbiano capito, regolandosi di conseguenza. Questo ha salvato il film.» La rivista Variety nella sua recensione affermava che «non è al livello de Il silenzio degli innocenti. [...] In definitiva più superficiale e grossolano nel suo cuore rispetto al predecessore, Hannibal è comunque allettante, avvincente e occasionalmente sorprendente.»

## Prequel
Il successo di Hannibal ha convinto Dino De Laurentiis a produrre un terzo e ultimo capitolo della saga che vede Anthony Hopkins nei panni del criminologo cannibale: Red Dragon (2002), i cui eventi si concludono subito prima di quanto narrato ne Il silenzio degli innocenti.